# صموئيل ورسستر
صموئيل ورسستر (بالإنجليزية: Samuel Worcester)‏ هو مترجم الكتاب المقدس ‏ ومترجم أمريكي، ولد في 19 يناير 1798 في بيتشام في الولايات المتحدة، وتوفي في 20 أبريل 1859 في بارك هيل (أوكلاهوما) في الولايات المتحدة.